# Dodge Kemmer
Dodge Kemmer (Californië, 10 augustus 1987) is een Amerikaans golfprofessional uit Wichita.
Dodge is de zoon van Andy Kemmer en Mary Engelman Kemmer. Hij zat op de Independent School in Kansas. Toen hij 13 jaar was kwalificeerde hij zich als jongste speler ooit voor het Kansas Amateurkampioenschap. Hij studeerde van 2005 tot 2008 (menselijke) biologie aan de Universiteit van Stanford en overweegt een carrière als biomedisch onderzoeker. Hij speelde golf voor het Stanford Golf Team.

## Amateur

### Gewonnen
- 2004: Kansas Amateurskampioenschap (junioren)
- 2005: Kansas Amateurskampioenschap (junioren)

## Professional
Kemmer werd in 2010 professional. In april 2011 was hij een van de 25 spelers die een tourkaart verdiende voor de Canadian Tour, net als onder meer Taco Remkes. De Canadian Tour begint op 5 mei met het PGA Kampioenschap van Mexico. In september kregen Kemmer en Remkes een uitnodiging voor het KLM Open op de Hilversumsche Golf Club.

### Gewonnen
- 2011: Canadian Tourschool (-4) in Desert Hot Springs